# 小口孝司
小口 孝司（おぐち たかし、1961年 - ）は、日本の心理学者。専門は、社会心理学、産業・組織心理学、観光心理学。

## 略歴
長野県岡谷市出身。長野県諏訪清陵高等学校を経て、1985年立教大学文学部心理学科卒業。1990年東京大学大学院社会学研究科社会心理学専門課程博士課程修了、日本労働研究機構（現・労働政策研究・研修機構）研究員。1992年昭和女子大学助教授。2004年千葉大学助教授。2009年立教大学現代心理学部教授。

## 著書

### 単著
- 『史上最強図解よくわかる社会心理学』ナツメ社 2013年

### 共著
- 『自ら挑戦する社会心理学』竹田葉留美共著 保育出版社 2014年
- 『自ら実感する心理学』三浦由美子共著 保育出版社 2016年

## 参照
- 「長野県人物・人材情報リスト」日外アソシエーツ 2019年